# Nothing in My Way
Nothing in My Way is de derde single afkomstig van het album Under the Iron Sea van de Britse band Keane en is uitgekomen in oktober 2006.
Nothing In My Way werd op 17 november 2006 verkozen tot Alarmschijf op het Nederlandse radiostation Radio 538.

## Tracks
Cd-single
1. "Nothing In My Way"
2. "Thin Air"

Maxisingle
1. "Nothing In My Way"
2. "Thin Air"
3. "Tyderian"

Het artwork van de single is gedaan door Sanna Annuka Smith, die ook het ontwerp maakte voor de albumhoes van Under The Iron Sea en de voorgaande twee singles.

## Betekenis
Nothing In My Way gaat over mensen die liegen over hun gevoel. Die vertellen dat alles goed met ze gaat, maar die eigenlijk ongelukkig zijn en toch zeggen dat hen niets in de weg staat, of juist andersom, zoals de laatste zin in het nummer doet beweren: "For a lonely soul you're having such a nice time."

## Opname
Het nummer is geschreven door Tim Rice-Oxley in 2004 en heette oorspronkelijk Nothing In your Way. De titel is gewijzigd nadat Tom Chaplin in een afkickkliniek heeft gezeten. Het leek hen een betere titel. Het nummer is opgenomen in de Heliosentric Studios, Rye, East Sussex en in The Magic Shop, New York in 2005.